# Anomis olivacea
Anomis olivacea là một loài bướm đêm trong họ Erebidae.